# Diego Hernández de Herrera y Arancibia
Diego Hernández de Herrera y Arancibia. Capitán de los Reales Ejércitos de Su Católica Majestad Española. Señor Encomendero de Indios. Hacendado y terrateniente en Quillota. Nació en Quillota en 1607, como hijo del conquistador español Francisco Hernández de Herrera y López, Sargento Mayor del Reino de Chile.

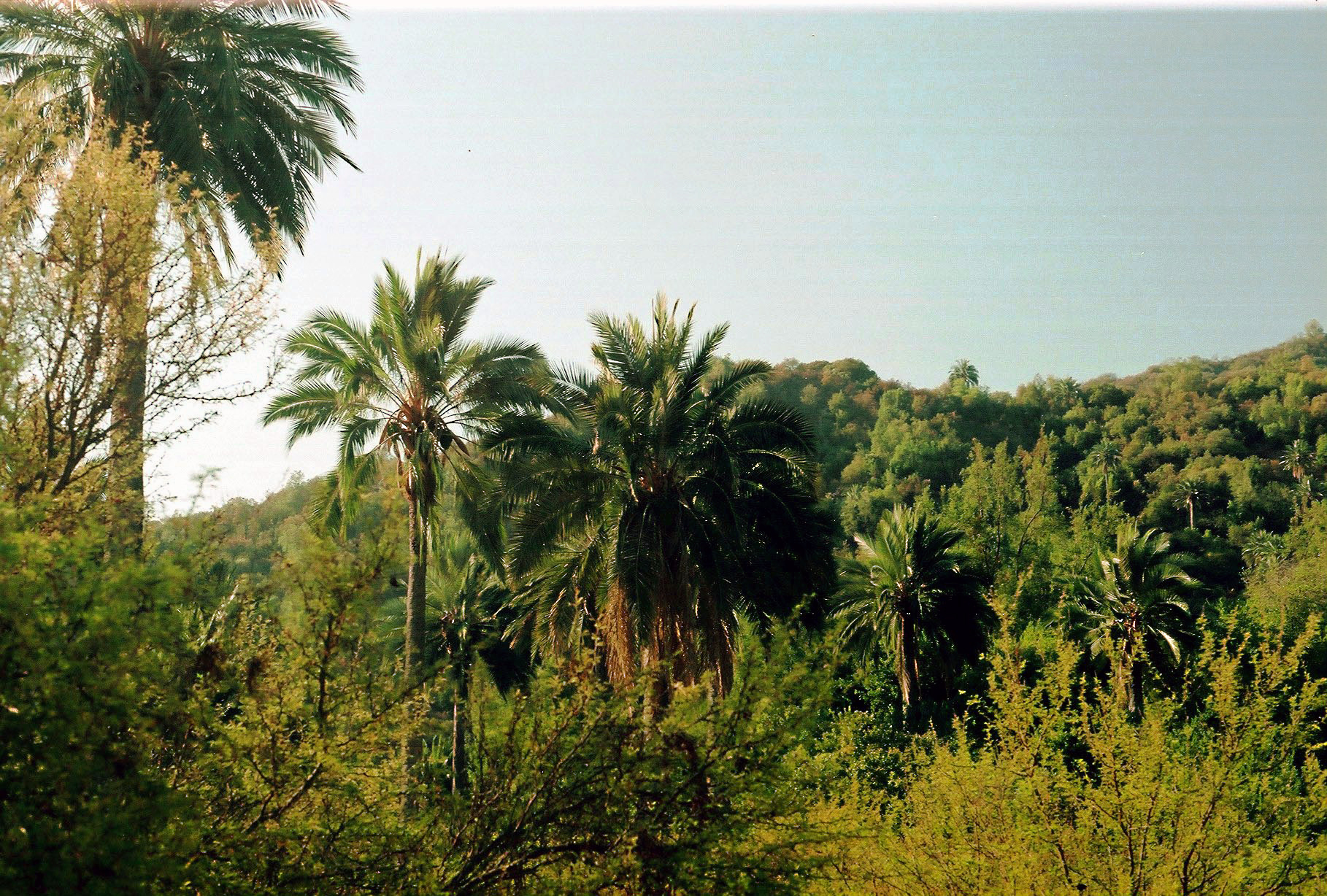
Sector de Palmas de Ocoa.

## Trayectoria militar
Alférez y Capitán de Leva de los Reales Ejércitos en la Guerra de Arauco, distinguiéndose en el traslado, a su costa, de cien hombres para combatir contra los indios en el presidio de San Felipe de Austria de Yumbel. Capitán de Caballos Ligeros Lanzas en Quillota en 1641. Pasó a residir en Quillota, donde actuó en los juicios de posesión de las tierras heredadas por él y su hermano Francisco, además de dedicarse ahí por entero a las faenas de producción agrícola y ganadera. En la hacienda de Catapilco continuó con gran vigor las explotaciones que realizara su padre. Su ganado pastaba en las llanuras de Cachagua. Vendió la hacienda de Catapilco en 1643, recibiendo en parte de pago la mitad de la vasta estancia de Ocoa. Señor Encomendero de Indios en 1655, a cargo de más de diez indígenas. Tuvo gran casa para su residencia en Curimón, donde contaba con catorce esclavos para su servicio. Albacea testamentario de su hermano en 1658. Murió entre 1658 y 1665.

## Familia y descendencia
Casó hacia 1649 con Ana de Ahumada y de la Vega Huerta, aristocrática señora que llevó en dote la suma de ocho mil pesos, incluidas las estancias de Llebidén y Quirihué, hija del General de los Reales Ejércitos Cristóbal de Ahumada y Hurtado de Mendoza (hijo de Juan de Ahumada), Corregidor de Aconcagua, terrateniente en el valle de Aconcagua y en Lampa, y de Francisca de la Vega Huerta y Barros (nieta materna de otro conquistador, don Juan de Barros), dotada con ocho mil pesos incluyendo las estancias de Llebidén y Jahuel, según testamento otorgado por ella, ya viuda, en Aconcagua el 15.V.1665.
Fueron padres de:
- 1. Martín Hernández de Herrera y Ahumada, n. por 1652. Patrón de la Capellanía fundada por su señora madre. Residió en el valle de Curimón (Aconcagua). Martín falleció en 1733, siendo sepultado con entierro mayor y tres misas en la Iglesia de San Francisco de Curimón. Había casado en la Catedral de Santiago de Chile el 24.XII.1675, con Teresa de Lerga y Araya-Berrío, siendo padres de los Capitanes Francisco y Miguel Hernández de Herrera y Lerga, c.s. Hernández de Herrera y Toro, Hernández de Herrera y de la Vega Huerta, Calvo de León y Hernández de Herrera, Fuenzalida y Calvo de León, Astorga y Hernández de Herrera, etc.

- 2. Francisco Hernández de Herrera y Ahumada.

- 3. Diego Hernández de Herrera y Ahumada, n. por 1656, Capitán de Milicias de Caballería del valle de Aconcagua, por título de 1680 del Gobernador Juan Henríquez. Se dedicó a la explotación de sus haciendas. Heredó la casa residencia de sus señores padres en Curimón, en la que contaba con 15 esclavos para su servicio. Fue muy aficionado a la cacería, sobre todo con halcones, poseyendo un criadero de éstas aves para practicar la cetrería. Falleció en 1725, c.c. Luciana Tello de Guzmán y Escobar-Lillo, sin sucesión.

- Datos: Q5806235